# Тагтабазарський етрап
36° пн. ш. 63° сх. д. / 36° пн. ш. 63° сх. д.
Тагтабазарський етрап (туркм. Tagtabazar etraby) — етрап у Марийському велаяті Туркменістану.
Утворений у січні 1925 року як Пендинський район Мервського округу Туркменської РСР.
У лютому 1925 року Пендинський район перейменований на Тахта-Базарський район.
У серпні 1926 року Мервський округ був скасований, і Тахта-Базарський район перейшов у пряме підпорядкування Туркменській РСР.
У листопаді 1939 року Тахта-Базарський район відійшов до новоствореної Марийської області.
У січні 1963 року Марийська область реформована, і Тахта-Базарський район знову перейшов у пряме підпорядкування Туркменської РСР.
У грудні 1970 року район знову увійшов до складу відновленої Марийської області.
В 1992 році Тахта-Базарський район увійшов до складу Марийського велаята і був перейменований в Тагтабазарський етрап.
9 листопада 2022 року до Тагтабазарського етрапу приєднано Серхетабадський етрап.
Адміністративний центр етрапу — селище Тагтабазар, за 290 км на південь від обласного центру.

## Економіка району
До 1968 року в Тахтабазарському районі, куди входив і скасований 1937 року Кушкінський район, було розвинене верблюдоводство. Але після спалаху епізоотії чуми верблюдів на півдні Туркменістану, чисельність цього виду тварин уже не перевищувала 500—700 голів у двох районах: Кушкінському та Тахтабазарському.
Район спеціалізується на вирощуванні бавовни, зернових, садівництві, виноградарстві, скотарстві та шовковництві. Через район проходять залізниця, автомагістраль та високовольтні лінії електропередач. У північній частині району в селищі Сандикгачи працюють фруктово-консервний та виноробний заводи.
У районному центрі (Тагтабазар) працюють молочний, нафтопереробний, бавовноочисний завод, бавовнопрядильна фабрика, будівельні та культурно-соціальні установи.